# Pordic
Pordic [pɔʁdik] (en breton Porzhig) est une commune française située près de Saint-Brieuc, dans le département des Côtes-d'Armor, en région Bretagne. Pordic appartient au pays historique du Goëlo.
Elle est créée le 1er janvier 2016 avec le statut de commune nouvelle. Elle est née de la fusion de deux communes : l'ancienne commune de Pordic et Tréméloir.

## Géographie
D’une superficie de 2 894 hectares, la commune est située au bord de la Manche, à environ 10 km au nord-ouest de la ville de Saint-Brieuc.
Avec une altitude moyenne d’environ 100 m, elle occupe une partie du plateau qui entoure la baie de Saint-Brieuc.
Ce plateau est entaillé par des vallées profondes, dont plusieurs délimitent le territoire de la commune (Parfond de Gouët, Rodo, Ic, ruisseau du Vau Madec).
Sur sa façade maritime, elle est bordée par une côte à falaises qui laisse de temps à autre la place à de petites plages, (Tournemine, Petit Havre) ou à des grèves de galets (Barillet, Port Jéhan).

### Hydrographie
Pour un article plus général, voir Réseau hydrographique des Côtes-d'Armor.
La commune est située dans le bassin Loire-Bretagne. Elle est drainée par l'Ic, le Prafond de Gouët, le rodo et le ruisseau le Camet,,.
L'Ic, d'une longueur de 17 km, prend sa source dans la commune de Plouvara et se jette  dans la Manche à Binic-Étables-sur-Mer, après avoir traversé sept communes.  Les caractéristiques hydrologiques de l'Ic sont données par la station hydrologique située sur la commune de Binic-Étables-sur-Mer. Le débit moyen mensuel est de 0,605 m3/s. Le débit moyen journalier maximum est de 9,19 m3/s, atteint lors de la crue du 3 octobre 2020. Le débit instantané maximal est quant à lui de 17 m3/s, atteint le même jour.

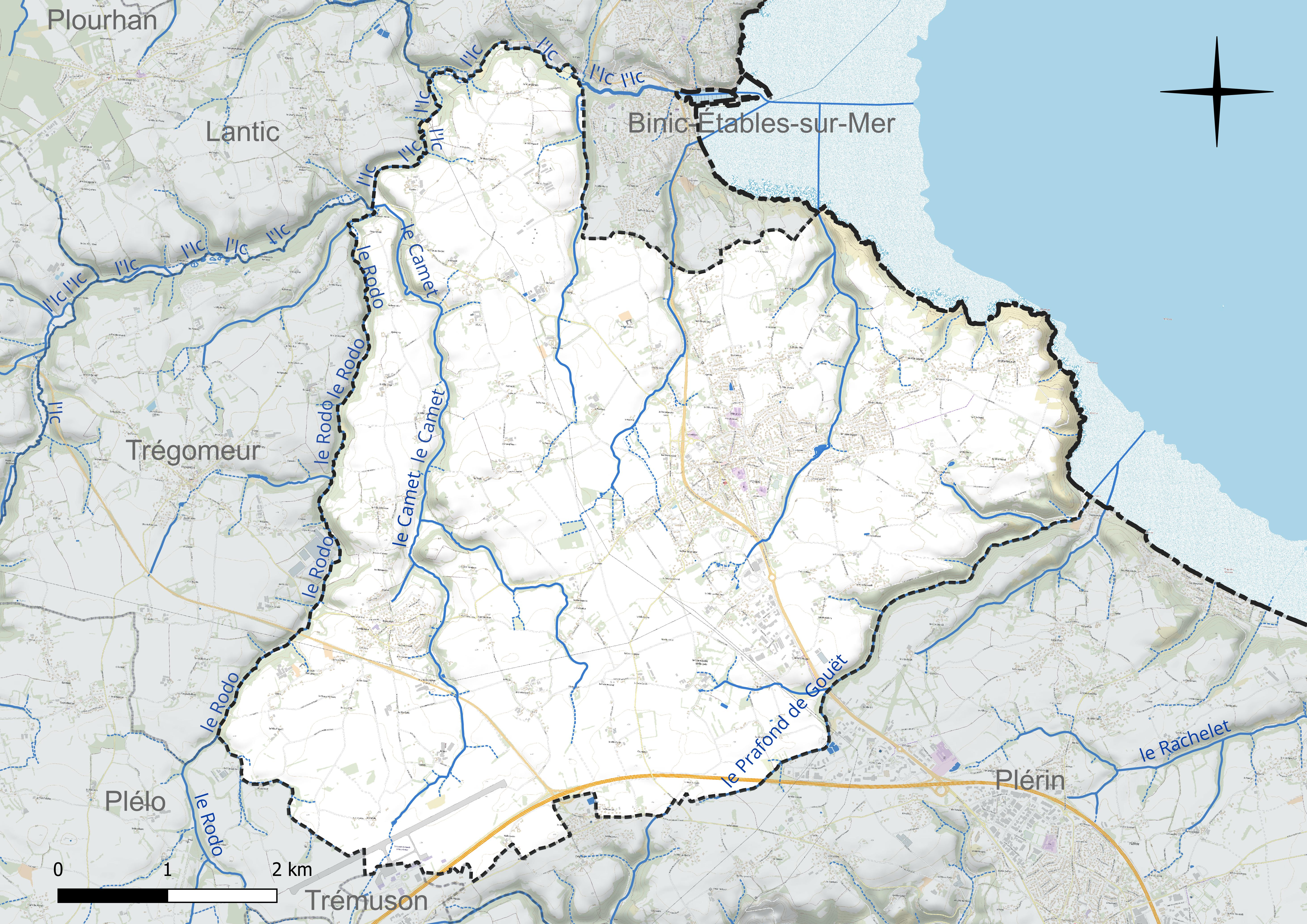
Réseau hydrographique de Pordic.

### Climat
Pour des articles plus généraux, voir Climat de la Bretagne et Climat des Côtes-d'Armor.
En 2010, le climat de la commune est de type climat océanique franc, selon une étude du CNRS s'appuyant sur une série de données couvrant la période 1971-2000. En 2020, Météo-France publie une typologie des climats de la France métropolitaine dans laquelle la commune est exposée à un climat océanique et est dans la région climatique Finistère nord, caractérisée par une pluviométrie élevée, des températures douces en hiver (6 °C), fraîches en été et des vents forts. Parallèlement l'observatoire de l'environnement en Bretagne publie en 2020 un zonage climatique de la région Bretagne, s'appuyant sur des données de Météo-France de 2009. La commune est, selon ce zonage, dans la zone « Littoral », exposée à un climat venté, avec des étés frais mais doux en hiver et des pluies moyennes.
Pour la période 1971-2000, la température annuelle moyenne est de 11,1 °C, avec une amplitude thermique annuelle de 11 °C. Le cumul annuel moyen de précipitations est de 748 mm, avec 12,6 jours de précipitations en janvier et 6,6 jours en juillet. Pour la période 1991-2020, la température moyenne annuelle observée sur la station météorologique la plus proche, située sur la commune de Trémuson à 6 km à vol d'oiseau, est de 11,4 °C et le cumul annuel moyen de précipitations est de 757,3 mm,. Pour l'avenir, les paramètres climatiques de la commune estimés pour 2050 selon différents scénarios d’émission de gaz à effet de serre sont consultables sur un site dédié publié par Météo-France en novembre 2022.

### Communes limitrophes
| Lantic    | Binic-Étables-sur-Mer | La Manche |
| Trégomeur | Pordic                | La Manche |
| Plélo     | Trémuson              | Plérin    |

## Urbanisme

### Typologie
Au 1er janvier 2024, Pordic est catégorisée bourg rural, selon la nouvelle grille communale de densité à 7 niveaux définie par l'Insee en 2022.
Elle appartient à l'unité urbaine de Pordic, une unité urbaine monocommunale constituant une ville isolée,. Par ailleurs la commune fait partie de l'aire d'attraction de Saint-Brieuc, dont elle est une commune de la couronne,. Cette aire, qui regroupe 51 communes, est catégorisée dans les aires de 200 000 à moins de 700 000 habitants,.
La commune, bordée par la Manche, est également une commune littorale au sens de la loi du 3 janvier 1986, dite loi littoral. Des dispositions spécifiques d’urbanisme s’y appliquent dès lors afin de préserver les espaces naturels, les sites, les paysages et l’équilibre écologique du littoral, tel le principe d'inconstructibilité, en dehors des espaces urbanisés, sur la bande littorale des 100 mètres, ou plus si le plan local d’urbanisme le prévoit.

### Morphologie urbaine
La commune est constituée du bourg qui regroupe au centre la majeure partie de la population, et plusieurs hameaux dispersés dans la campagne.

## Toponymie
Le nom de la localité est attesté sous les formes Pordic vers 1160, 1190 et en 1202, Porzic en 1198, Ecclesia de Port Dic en 1206, Ecclesia de Pordic en 1211, Parochia de Pordic en 1229, Pordich et Pordic en 1255, Pordic vers 1330.
Pordic, Porzhig en breton, diminutif de Porzh, « le petit port ».
Avant 1836, l'Ic séparait Pordic (Port d'Ic en 1206, Pordic en 1229) du port de Binic.

Le nom de Pordic viendrait du port situé à l’embouchure de l’Ic (« port d’Ic ») qui faisait partie autrefois du territoire pordicais[réf. nécessaire]. Il dépend aujourd’hui de celui de Binic, commune créée au début du xixe siècle par démembrement partiel de celles d’Étables-sur-Mer et Pordic.

## Histoire

### Depuis la fusion entre Pordic et Tréméloir
La commune de Pordic est commune nouvelle, c'est-à-dire qu'elle est issue d'une fusion de deux anciennes communes :  l'ancienne commune de Pordic (devenue commune déléguée) et Tréméloir. La commune actuelle existe depuis le 1er janvier 2016.

## Politique et administration
| Nom            | Code Insee | Intercommunalité                           | Superficie (km2) | Population (dernière pop. légale) | Densité (hab./km2) |
| -------------- | ---------- | ------------------------------------------ | ---------------- | --------------------------------- | ------------------ |
| Pordic (siège) | 22251      | CA Saint-Brieuc Agglomération Baie d'Armor | 28,94            | 6 088 (2013)                      | 210                |
| Tréméloir      | 22367      | CA Saint-Brieuc Agglomération Baie d'Armor | 4,69             | 797 (2013)                        | 170                |

### Liste des maires
| Période         | Période        | Identité       | Étiquette | Qualité                    |
| --------------- | -------------- | -------------- | --------- | -------------------------- |
| 10 janvier 2016 | 4 juillet 2020 | Maurice Battas | DVD       | Retraité de l'aéronautique |
| 4 juillet 2020  | En cours       | Joël Batard    | DVD       | Dirigeant d'entreprise     |

### Jumelage
- Hayle (Angleterre), lien vers le site internet du comité de jumelage Pordic Hayle[25] :

## Démographie
Ses habitants sont appelés les Pordicais.
L'évolution du nombre d'habitants est connue à travers les recensements de la population effectués dans la commune depuis sa création.

En 2022, la commune comptait 7 393 habitants, en évolution de +4,05 % par rapport à 2016 (Côtes-d'Armor : +1,78 %, France hors Mayotte : +2,11 %).
| 2018  | 2022  |
| ----- | ----- |
| 7 228 | 7 393 |

## Culture locale et patrimoine

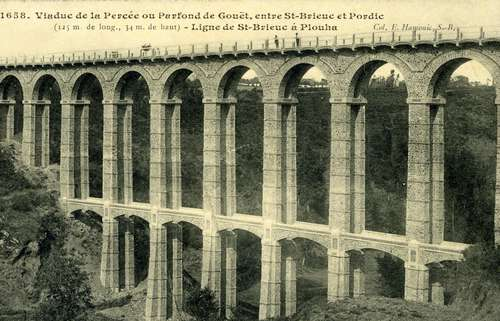
Viaduc du Parfond.

Les informations contenues dans cette section sont la synthèse de celles recueillies dans les articles des deux communes fusionnées.

### Édifices religieux
La commune de Pordic compte plusieurs édifices religieux. L'église Saint-Pierre est l'église paroissiale. Elle a été construite en 1853, à l'emplacement d'une église du XVIIIe siècle (détruite en 1836), en réemployant les matériaux de construction de celle-ci. Les plans ont été réalisés par l'abbé Renaut et Pierre Chevreau,,. Il y a également sur la commune, la chapelle de la Croix-Guingard. Chaque année, un pardon y est célébré en août, autrefois il était suivi de festivités (fête de la mer, mât de cocagne, tirs à la corde etc.).

### Logotype
La commune ne possède pas de blason. Cependant, elle possède un logo.

### Personnalités liées à la commune
- Franck Nivault (1948-2011), footballeur et entrepreneur.